# نحت الزجاج

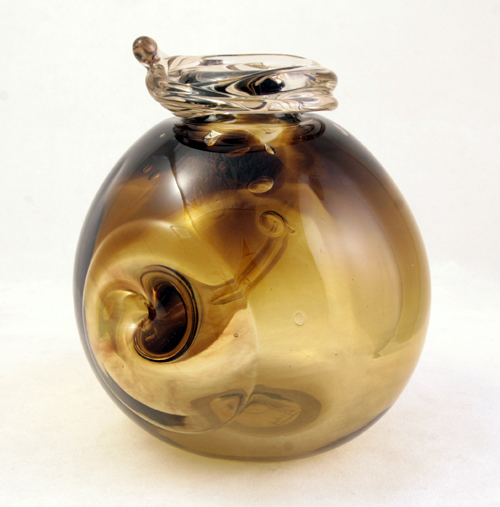
مزهرية فورتكس ل(روبرت سي.فريتز)أحد الاباء المؤسسين لنحت الزجاج في الستينيات

نحت الزجاج استخدام حديث الزجاج في الأعمال الفنية لإنتاج منحوتات أو أعمال فنية ثلاثية الابعاد.ويستخدم نحت الزجاج لاغراض نحتية وتزينية.
تطور الزجاج لاغراض عملية وتزينية في مصر وآشور والفينيقين وادخلت إلى أوروبا بواسطة الرومان، وفي أوروبا العصور الوسطى أخذ بنائوا الكاتدريئات. النورمان والقوطين فن الزجاج إلى مستوى جديد باستخدام نوافذ الزجاج المعشق كعنصر معماري وتزيني.
وينظر إلى زجاج مورانو على انه نتاج مئات السنين من الاختراع والتحسين.ولاتزال مورانو لحد الآن تعتبر محل ولادة فن الزجاج الحديث.
ومع حلول القرن التاسع عشر استبدلت طرق إنتاج الزجاج اليدوية بالإنتاج الالي وساهمت استوديوهات عظيمة مثل تيفاني، لاليك، دوم، غالي، مدرسة كورننج في شمال ولاية نيويورك وستيوبن كلاس ورك في أخذ فن الزجاج إلى اعلى المستويات. 
وفي النصف الأول من القرن العشرين (حتى عقد الستينات) اُنتج فن الزجاج المعاصر على الاغلب على يد مجموعة من العمال تنتج الزجاج بكميات وفيرة تبلغ الالاف الاطنان في الافران.وتعتبر أسماء مثل (تيفاني) و (ستيوبن) في الولايات المتحدة، (غاليه) في فرنسا،(هويا كرستال) في اليابان (لوريال هيردام كرستال) في هولندا (اوفورس) و (كوستا بودا) في السويد أفضل الأسماء المعروفة لهذه الصيغة من الزجاج الفني.
اما خارج نطاق المعامل الكبيرة فنشطت ورش صغيرة تستخدم الاساليب اليدوية وبعدد عمال محدود (4 عمال أو أكثر).
وتستخدم تقنيات متعددة لإنتاج الأعمال الفنية الزجاجية: صناعة الزجاج بدرجة حرارة الغرفة،الزجاج المعشق، عمل الزجاج بلهب الشعلة (أعمال الشعلة), عمل الخرزات الزجاجية، صب الزجاج، الزجاج الملحوم وأكثر الطرق اهمية نفخ الزجاج.

## الزجاج في الفن

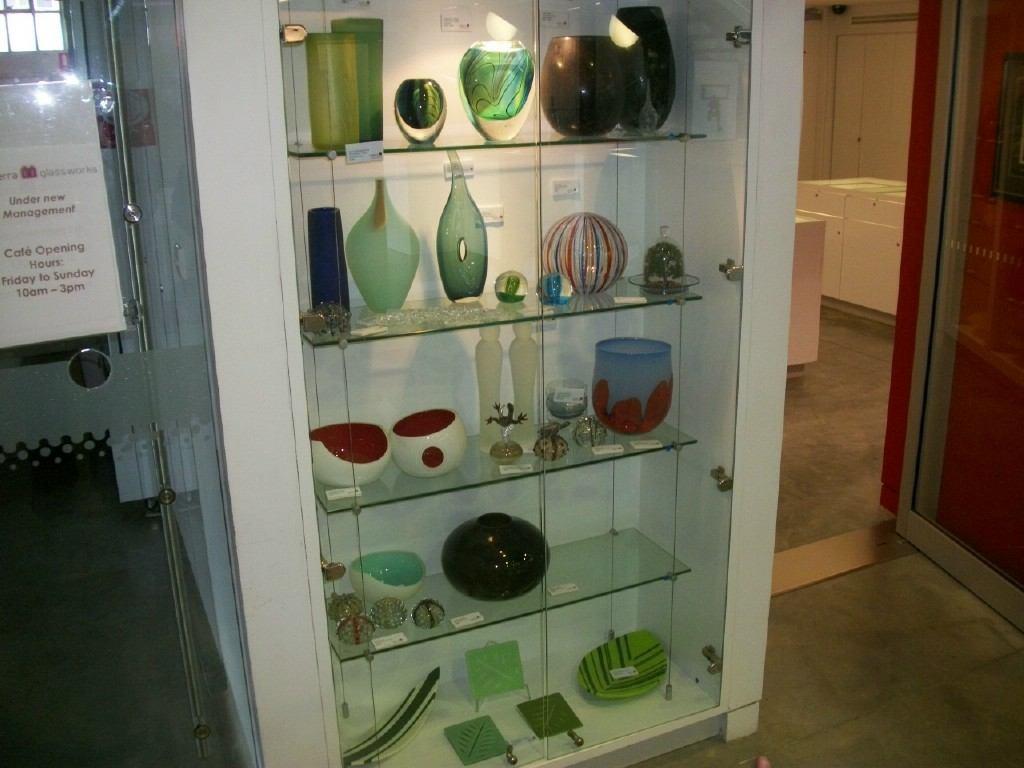
أعمال زجاجية (كانبيرا أستراليا)

بدأ الزجاج المزخرف منذ القرن التاسع عشر يصبح جزأ مهما من (الفنون الزخرفية).اعيد احياء تقنية (كاميو كلاس) لأول مرة منذ العهد الروماني،: في البداية كانت معظم القطع تنتمي لمدرسة الحركة الكلاسيكية الحديثة، ثم حققت مدرسة الفن الحديث بالخصوص استعملا كبيراً للزجاج، ويعتبر فنانون من امثال (رينيه لاليك),(اميلي غاليه),(دوم اوف نانسي) أسماء مهمة في الموجة الفرنسية الأولى من الحركة منتجين مزهريات وقطع أخرى مشابهة غالبا بتقنية كاميو كلاس. بينما تخصص لويس كومفورت تيفاني بإنتاج زجاج معشق بمواضيع علمانية في أمريكا.
من التقنيات الشائعة في إنتاج فن الزجاج: نفخ الزجاج، (فرن الصب), (الانصهار),(الانهيار),(بات دي فيري),(عمل الشعلة),(النحت الحار) و (عمل بارد) ويتضمن العمل البارد إنتاج الزجاج المعشق التقليدي فضلاً عن الطرق الأخرى لتشكيل الزجاج في درجة حرارة الغرفة.كما يمكن قطع الزجاج بمنشار الماس أو بعجلات النحاس الملحقة بالكاشطات، وصبغها لأعطائها سطح لامع وهذه التقنية مستخدمة لإنتاج كرستال وترفورد. في بعض الاحيان يتم حفر الرسوم الفنية على الزجاج باستخدام الاسيد: , مادة كاوية أو مادة كاشطة.
تقليدياً هذا يتم بعد ان يتم نفخ الزجاج أو صبه. لكن في عام 1920 اخترعت طريقة جديدة باستخدام (قالب-حفر) وذلك بحفر الرسوم الفنية مباشرة في القالب، وبذلك كل قطعة فنية تخرج من القالب مع صورة مطبوعة على السطح. وادى انخفاض تكاليف الإنتاج بالاشتراك مع الاستخدام الواسع للزجاج الملون إلى أعمال زجاجية رخيصة في عقد الثلاثينات وهو ما أصبح يعرف لاحقاً بزجاج الكساد.
ولان مادة الاسيد المستخدمة في هذه العملية مادة عالية الخطورة استبدلت بعملية الكشط التي أصبحت شائعة الآن.

## التقنيات المستخدمة في نحت الزجاج الحديث

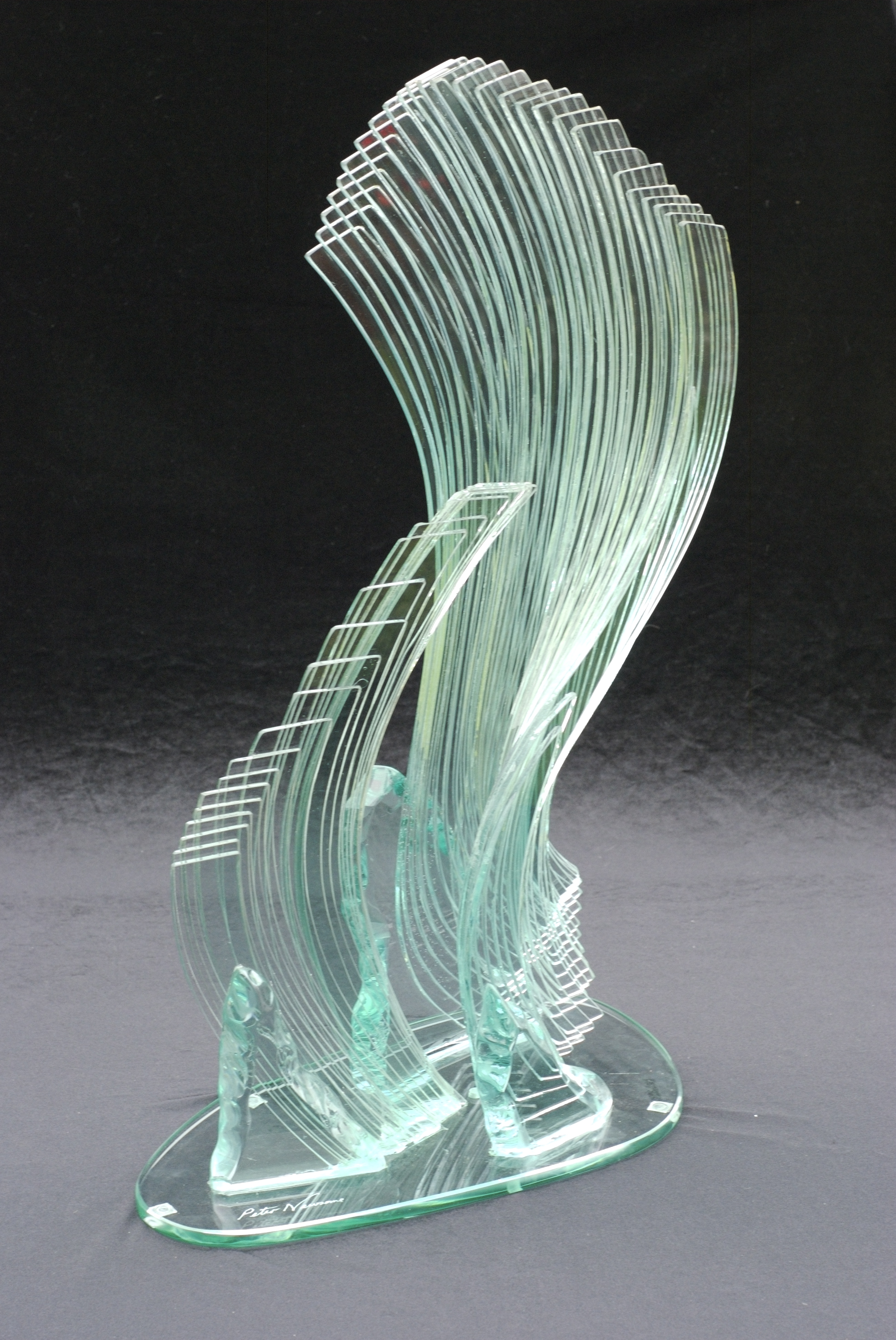
اغنية الريح, بيتر نيو سوم

يستخدم نحت الزجاج الحديث أنواع كثيرة من التقنيات لإنتاج أعمال نحت الزجاج: 
- تقنية نفخ الزجاج القديمة حيث يتعامل نافخوا الزجاج عند الفرن بالزجاج المصهور مستخدمين قضيب معدني وآلة يدوية لتشكيل أي شكل من الزجاج.ومعظم القطع المجوفة تصنع بهذه الطريقة.
- نحت الزجاج باللهب تقنية يستخدم فيها الفنان الشعلة والفرن لإنتاج أعمالهم.ويجلس الفنان على طاولة ويستخدم قضيب، انبوب زجاجي وادوات يدوية لصنع أعمالهم.ويمكن انجاز عدة أعمال بهذه الطريقة باستثمار القليل من المال والمكان.وعلى الرغم ان الفنان يحد من حجم أعماله بطريقة نحت الزجاج باللهب الانه يمّكنه اظهار تفاصيل دقيقة بهذه التقنية.وتعتبر أعمال ثقالة الورق المصنوعة على يد الفنان (باول ستانكارد) امثلة جيدة لما يمكن لتقنية النحت بالشعلة ان تنجزه.وفي القرن الحادي والعشرين أصبحت تقنية النحت بالشعلة شائعة لاضفاء التزيين على المواد العملية.
- صب الزجاج تقنية لنحت الزجاج وتتم في الفرن، وتتلخص هذه التقنية بصنع الفنان قالب من مادة غير قابل للانصهار (من الرمل أو البلاستر أو السليكا) وتملأ هذه القوالب امابالزجاج الشفاف أو الملون أو المزخرف حسب الرغبة.وانجزت منحوتات زجاجية كثيرة بهذه الطريقة.وتشبه تقنيات الزجاج المنهار والزجاج المنصهر تقنية صب الزجاج لكنها تتم بدرجة حرارة اقل.(في العادة الزجاج يسخن إلى درجة حرارة كافية للطبع والتشكيل على قطعة الزجاج، أو لتثبيت عدة قطع من الزجاج معا بدون صمغ).
- الزجاج المعشق توظف التقنية التقليدية لإنتاج الزجاج المعشق في صنع المنحوتات الزجاجية.حيث يقطع الفنان الزجاج إلى اشكال ويضعها في قالب من الرصاص لتلتحم معاً.ويمكن للفنان استخدام التقنيات الحارة بالفرن لتشكيل الزجاج أو لزخرفته أو لتغير شكله العام.
- الزجاج المرسوم يصنع بتغطيس الزجاج بحامض الاسيد.
- نفخ الرمل.

## معرض الصور

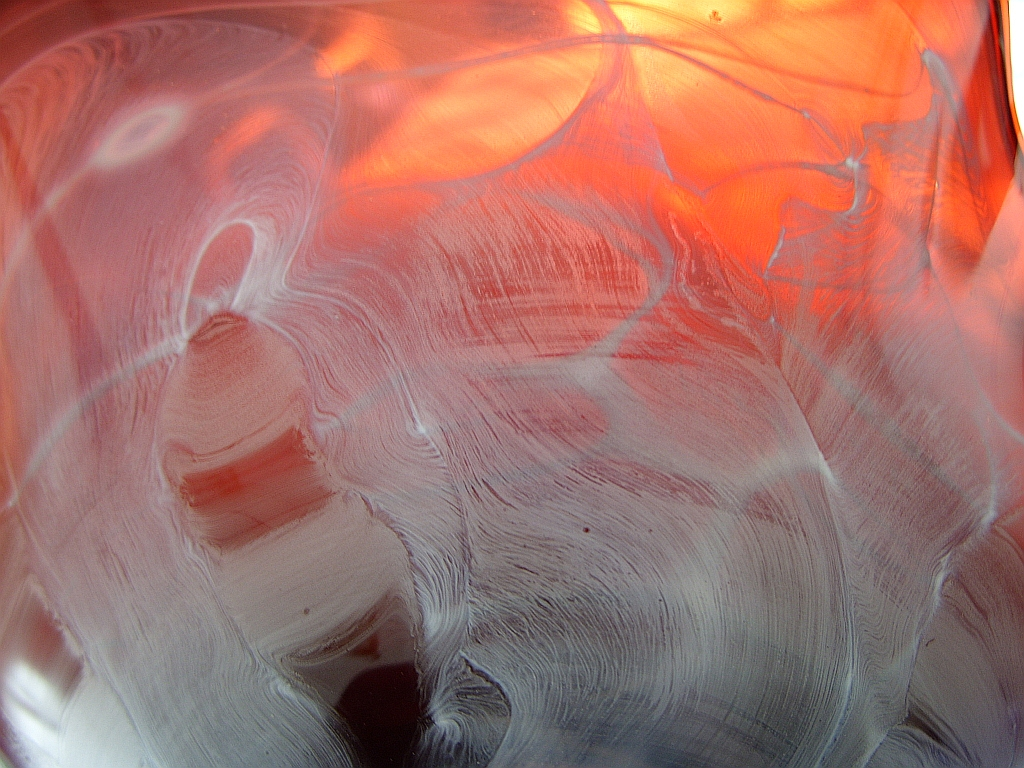
سلطانية زجاجية بطريقة نفخ الزجاج (المملكة المتحدة).
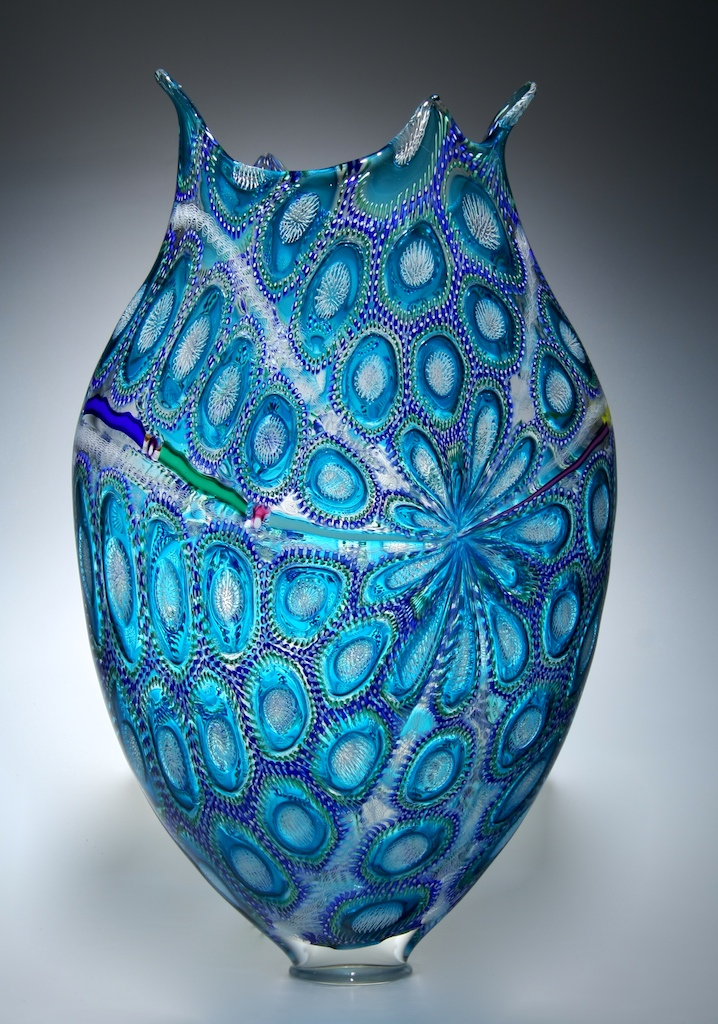
منحوتة زجاجية مصنوعة باليد (ديفيد باتشن)(أمريكا).
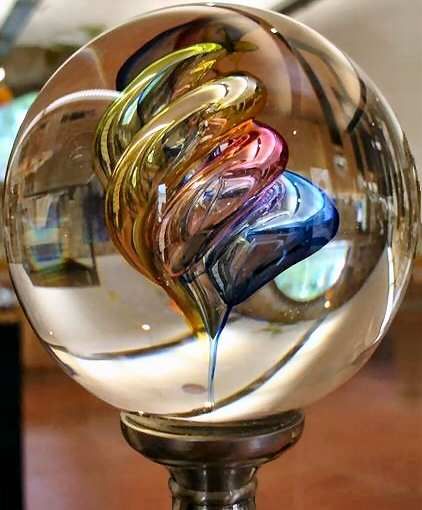
كرة زجاجية ( تايلر هوبكنز)(بريتاني,فرنسا).
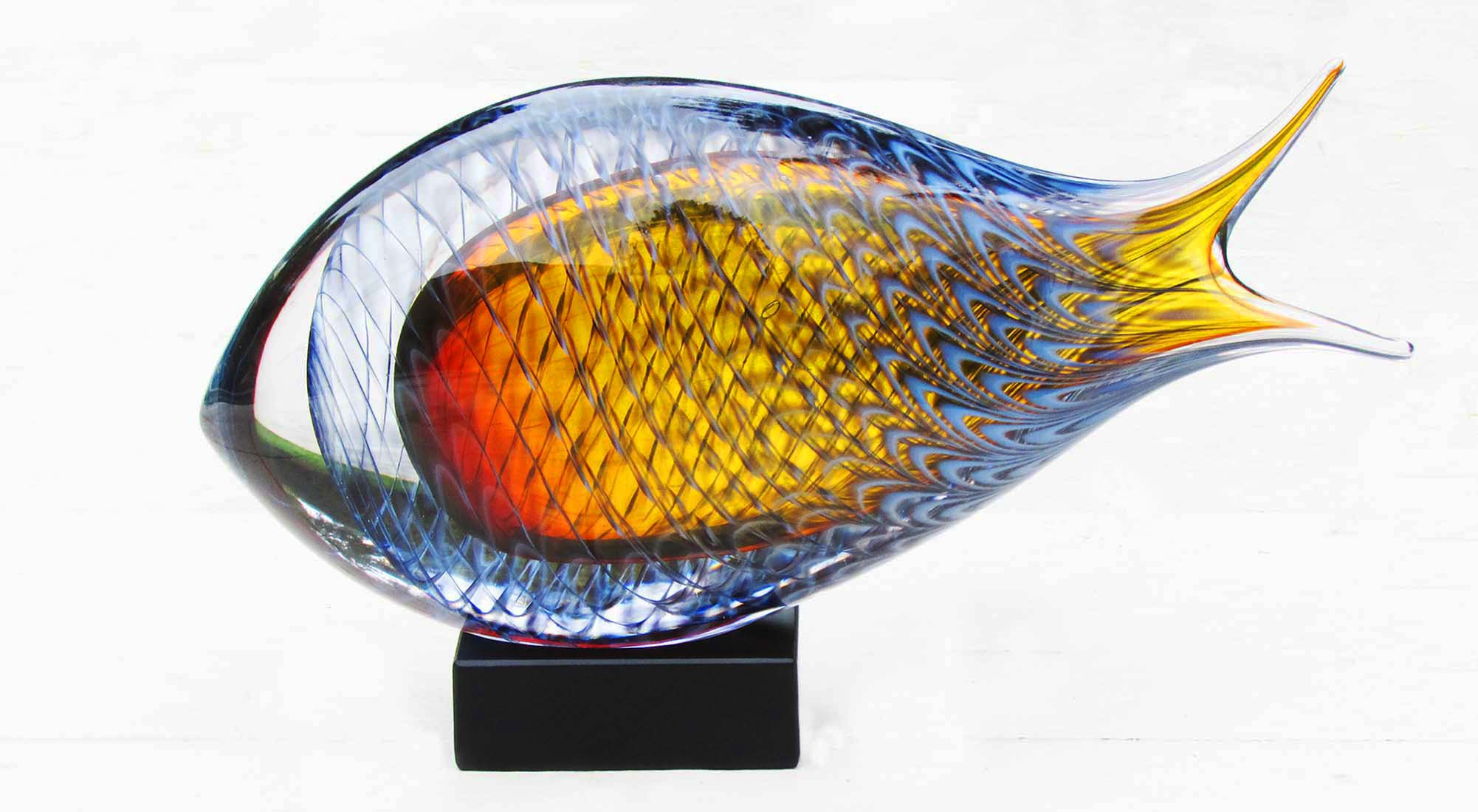
سمكة زجاجية ( نيل نيسمارك) من السويد.

## اقرأ ايضاً
- فن الزجاج
- زجاج معشق
- خرزة (مادة)
- ميلفيوري (فن)
- ثقالة الورق
- مرين (فن)